# Mohamed Zouaoui
Pour les articles homonymes, voir Zouaoui.
Mohamed Zouaoui (arabe : محمد الزواوي), né en 1896 à Damas (Syrie) et mort le 31 mars 1978, est une personnalité du football tunisien.

## Biographie
Né en 1896 à Damas (Syrie) dans une famille originaire de Kabylie, il étudie dans une médersa, son père refusant de voir son enfant étudier le français qui est la langue des colonisateurs. En 1903, il suit des études à Halfaouine puis intègre, de 1916 à 1918, la mosquée Zitouna. Il abandonne toutefois ses études et devient apprenti cordonnier au souk El Blaghgia.
Cofondateur de l'Espérance sportive de Tunis (EST), il devient vice-président au sein du premier bureau directeur puis simple membre avec l'arrivée de Montassier à la tête du comité directeur, bien qu'il refusa dans un premier temps de faire partie d'un bureau auquel appartenait un Français. Zouaoui joue durant douze ans à l'EST et a droit à un mandat symbolique de quelques semaines à la tête du club, en 1925, pour combler le vide créé par Chedly Zouiten parti suivre des études de médecine en France.
En 1928, il devient commerçant à Lafayette avant de travailler pour le compte d'un grand commerçant au souk El Attarine. Dès 1935, il travaille au magasin Nhas de l'Afrique du Nord avant de partager un commerce de fruits jusqu'en 1958.
Resté célibataire, il se consacre à l'éducation de huit enfants laissés par l'un de ses défunts parents.